# Blackpink: The Show
Blackpink: The Show, titulado oficialmente como YG Palm Stage ― 2021 Blackpink: The Show, o conocido simplemente como The Show, fue el primer concierto en línea del grupo femenino surcoreano Blackpink, como parte de la promoción de su primer álbum de estudio titulado The Album, lanzado el 2 de octubre de 2020. Se llevó a cabo en Corea del Sur el 31 de enero de 2021 y fue emitido para todo el mundo a través del sistema PPV de YouTube Music.
El concierto generó posteriormente el lanzamiento del álbum en vivo titulado Blackpink 2021 'The Show' Live, lanzado el 1 de junio de 2021; y luego el DVD titulado Blackpink 2021 [The Show] DVD, lanzado el 18 de junio de 2021, ambos producidos por YG Entertainment.

## Antecedentes
El grupo femenino de Corea del Sur Blackpink lanzó su primer álbum de estudio en idioma coreano, The Album, el 2 de octubre de 2020. Recibió críticas generalmente favorables de los críticos musicales y fue uno de los álbumes más vendidos del mundo en 2020. Para celebrar el lanzamiento del álbum, Blackpink anunció su primer concierto en línea mediante el sistema de suscripción y pago por visión, titulado The Show, a realizarse el 27 de diciembre de 2020. Debido a las regulaciones de la Pandemia de COVID-19 en Corea del Sur en ese momento, el concierto se pospuso para el 31 de enero de 2021. Bajo una asociación entre el sello del grupo YG Entertainment y YouTube Music, este correspondió al primer evento musical de la serie de conciertos en línea de YG Entertainment bajo el nombre de "YG Palm Stage". Un adelanto promocional del concierto se lanzó por primera vez el 23 de noviembre de 2020. El concierto estuvo disponible exclusivamente en el canal de YouTube de Blackpink e incluyó interpretaciones por primera vez de canciones del nuevo álbum.

## Desarrollo
El espectáculo, filmado en un estudio de producción en Corea del Sur, contó con un despliegue de numerosos bailarines de apoyo y una banda en vivo que acompañó a Blackpink durante todo el concierto. El show inició con la canción «Kill This Love», luego de un vídeo que mostraba vistas de ciudades oscuras y vacías de todo el mundo. Además de presentaciones en vivo, el concierto también incluía varias pistas pregrabadas. Cada miembro realizó su propia etapa en solitario; Jennie interpretó su canción «Solo» con nuevas letras de rap escritas por ella, y Rosé compartió un adelanto de su debut en solitario titulado «Gone», mientras que Jisoo y Lisa interpretaron versiones de «Habits (Stay High)» de Tove Lo y «Say So» de Doja Cat, respectivamente. El concierto terminó con un bis con la interpretación de «Forever Young», en el que el escenario se llenó de mensajes de los fanáticos del grupo.

## Lista de canciones
| 1.º acto | 1.º acto                             |
| -------- | ------------------------------------ |
| 1        | «Kill This Love»                     |
| 2        | «Crazy Over You»                     |
| 3        | «How You Like That»                  |
| 2.º acto |                                      |
| 4        | «Don't Know What To Do»              |
| 5        | «Playing with Fire»                  |
| 6        | «Lovesick Girls»                     |
| 3.º acto |                                      |
| 7        | «Habits (Stay High)» (solo de Jisoo) |
| 8        | «Say So» (solo de Lisa)              |
| 4.º acto |                                      |
| 9        | «Sour Candy»                         |
| 10       | «Love To Hate Me»                    |
| 11       | «You Never Know»                     |
| 5.º acto |                                      |
| 12       | «Solo» (solo de Jennie)              |
| 13       | «Gone» (solo de Rosé)                |
| 6.º acto |                                      |
| 14       | «Pretty Savage»                      |
| 15       | «Ddu-Du Ddu-Du»                      |
| 7.º acto |                                      |
| 16       | «Whistle»                            |
| 17       | «As If It's Your Last»               |
| 18       | «Boombayah»                          |
| Encore   |                                      |
| 19       | «Forever Young»                      |

## Recepción
En un artículo para Billboard, Jeff Benjamin señaló: «Si bien las integrantes Jisoo, Jennie, Rosé y Lisa aportaron su sensibilidad de superestrella a algunos de sus mayores éxitos, como 'How You Like That' y 'Ddu-Du Ddu-Du', The Show también muestra cómo Blackpink se está impulsando como artistas en constante evolución que ofrecen nuevos giros y elementos inesperados en el escenario».
Bridget Lam de South China Morning Post sintió que «a pesar de que estaba completamente en línea, los espectadores podían sentir su presencia dondequiera que estuvieran», y concluyó con «el evento fue extremadamente agradable de principio a fin».
Rhian Daly de la revista británica NME le dio al concierto una calificación de cuatro estrellas sobre cinco y dijo: «A pesar de recibir un impulso energético de su banda de acompañamiento, no todos los momentos de The Show golpean tan fuerte como cabría esperar en una arena que rebota, sin embargo, Blackpink organizó un concierto que es un placer ver». En la reseña del concierto, Ilana Kaplan de revista Variety señaló que «desde la coreografía del grupo a sus llamativos trajes de tul, plumas y corsés, la producción hizo que la audiencia sintiera que tenían un asiento real en ese lugar de Seúl».
El concierto de transmisión en vivo registró aproximadamente 280,000 suscriptores pagos, lo que generó más de 10 mil millones de wones surcoreano (US$ 8,9 millones) de la venta de entradas en línea.

## Álbum en vivo
Blackpink 2021 'The Show' Live (estilizado en mayúsculas) fue el cuarto álbum en vivo de Blackpink, lanzado para descarga digital y plataformas de transmisión el 1 de junio de 2021, correspondiente a la presentación del grupo en su concierto The Show.
El 11 de mayo de 2021, YG Entertainment reveló el CD en vivo de The Show en su tienda oficial YG Select. Programado para lanzarse el 11 de junio, el álbum físico contenía un digipack, 2 discos en formato CD, un álbum de fotos, 2 tarjetas fotográficas aleatorias y una calcomanía aleatoria. YG también anunció que las canciones versionadas en solitario de Jisoo y Lisa en The Show no se incluyeron en el álbum debido a problemas de derechos de autor.

### Rendimiento comercial
En China, el álbum vendió 30.417 copias registradas, recibiendo la certificación de doble disco de oro otorgada por QQ Music; mientras que en Corea del Sur, el registro gráfico musical Gaon Music Chart informó la venta de 35.000 copias del álbum en vivo.
En plataformas digitales, el álbum debutó con 907,280 transmisiones en Spotify, siendo su mayor debut para un álbum en vivo hasta esa fecha, superando el millón de reproducciones en tan solo 24 horas, convritiéndose en un nuevo hito para ese tipo de álbum de la agrupación.

## Edición en DVD
El mismo día del lanzamiento del álbum en vivo de The Show, YG Entertainment anunció el lanzamiento del concierto en formato DVD y DVD Kit bajo el título de Blackpink 2021 [The Show] DVD, ha ser publicado el 18 de junio de 2021.
El tiempo total de ejecución del DVD es de 134 minutos. La versión en DVD contiene 15 pistas de las canciones del grupo femenino, así como un paquete completo de contenidos del concierto como avances, detrás de escena y múltiples ángulos de cada integrante. También se incluyeron un álbum fotográfico y un conjunto de fotos enmarcadas que se capturaron detrás de escena.
El DVD también se presentó en formato Kit, donde se puede visionar el concierto con vídeo de alta definición Full HD con un dispositivo inteligente y sin un dispositivo de conducción separado. Se incluye un juego de fundas para tarjetas fotográficas y amuletos de llaveros aleatorios por cada miembro del grupo.